# 寶瓶座98
宝瓶座98，又名BD-20 6587，HD 220321、SAO 191858、HR 8892，是宝瓶座的一颗恒星，视星等为3.97，位于銀經47.35，銀緯-68.59，其B1900.0坐标为赤經23h 17m 43.1s，赤緯-20° -68.59′ 47″。